# Hugo Theorell
Axel Hugo Theodor Theorell (Linköping, Suècia 1903 - Estocolm 1982) fou un metge, bioquímic i professor universitari suec guardonat amb el Premi Nobel de Medicina o Fisiologia l'any 1955.

## Biografia
Va néixer el 6 de juliol de 1903 a la ciutat de Linköping. Va estudiar medicina a l'Institut Karolinska, on es graduà el 1924, i posteriorment començà a treballar a l'Institut de Fisiologia Cel·lular de la ciutat de Berlín. Va exercir com a professor de fisiologia mèdica de la Universitat d'Uppsala, i posteriorment va ser membre de l'Institut Karolinska i director del Departament de Bioquímica de l'Institut Nobel.
Va morir el 15 d'agost de 1982 a la seva residència de la ciutat d'Estocolm.

## Recerca científica
Interessat en els processos bioquímics dels enzims realitzà amplis treballs d'aquests complexos processos, aportant un gran coneixement sobre la naturalesa i acció dels enzims d'oxidació. Per aquests estudis l'any 1955 fou guardonat amb el Premi Nobel de Medicina o Fisiologia, sent el primer col·laborador de la Fundació Nobel premiat amb aquest guardó.